# Pt100
De Pt100 is een veelvoorkomende temperatuur-sensor die gebruikt wordt in de meet- en regeltechniek als onderdeel van een weerstandsthermometer. Een andere, veel gebruikte benaming is RTD, van Resistance Temperature Detector, hoewel hier ook andere typen sensors onder vallen.
Van alle industriële temperatuurmetingen wordt 70 procent met een Pt100 uitgevoerd, met name vanwege het grote meetbereik, het nagenoeg lineaire gedrag, de lange levensduur, de nauwkeurigheid en de eenvoudige aansluiting.
Een totaal ander meetprincipe dat niet met een Pt100 verward mag worden is dat van het thermokoppel. Het lineaire verband tussen temperatuur en weerstandswaarde is een belangrijk verschil met de PTC-weerstand en de positieve temperatuurcoëfficiënt is een wezenlijk verschil met de NTC-weerstand.

## Beschrijving
Een temperatuursafhankelijke weerstand meet de verandering van de elektrische weerstand van een metaal of halfgeleider door de temperatuur. De oorzaak is dat elektrische geleiding in metalen wordt veroorzaakt door de elektronen die vrij tussen de atomen bewegen. Als de beweging van de atomen heftiger wordt, ondervinden de elektronen meer moeite met de doorgang, met als gevolg dat de elektrische weerstand van het metaal groter wordt.
Onderaan een Pt100 zit een platinadraad die bij 0 °C een elektrische weerstand heeft van exact 100 Ω. Tijdens de meting vloeit door de draad slechts een zeer kleine (lager dan 1 mA) elektrische stroom om te voorkomen dat de draad meetbaar opwarmt. De weerstand van de draad, die meestal wordt gemeten via een brug van Wheatstone, verandert bij een verandering van de te meten omgevingstemperatuur. Doordat de weerstandswaarde doorgaans klein is, zal ook het spanning (potentiaalverschil) tussen de meetpunten klein zijn, zodat het signaal versterkt moet worden. De gemeten temperatuur kan worden afgeleid uit de weerstandsverandering door berekening met behulp van onderstaande formules of door aflezen uit een tabel.
De weerstandswaarde is volgens de Europese norm:
RPt100 = 100 + 0,385 055 × T. De temperatuur wordt hier uitgedrukt in °C. De positieve temperatuurcoëfficiënt van een Pt100 is dus 0,385 055 ohm per graad Celsius. Een andere nauwkeurige benadering is: RPt100 = 100 + 0,390 802 × T − 0,000 058 0195 × T2.
Enkele genormaliseerde weerstandswaarden volgens DIN 43760(1980), IEC751(1983), BS1904(1984):
| T (°C)                                          | RT (ohm) |    | T (°C)    | RT (ohm) |          | T (°C) | RT (ohm) |  | T (°C) | RT (ohm) |
| −200                                            | 18,493   | 10 | 103,85055 | 60       | 123,239  | 200    | 177,011  |  |        |          |
| −150                                            | 39,714   | 20 | 107,7011  | 70       | 127,072  | 300    | 215,5165 |  |        |          |
| −100                                            | 61,4945  | 30 | 111,55165 | 80       | 130,893  | 400    | 254,022  |  |        |          |
| −50                                             | 80,74725 | 40 | 115,4022  | 90       | 134,702  | 500    | 292,5275 |  |        |          |
| 0                                               | 100,0000 | 50 | 119,25275 | 100      | 138,5055 | 850    | 390,263  |  |        |          |
| Voor de volledige tabel, zie waardetabel Pt100. |          |    |           |          |          |        |          |  |        |          |

## Verklaring afkorting

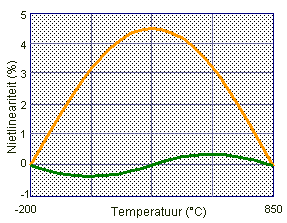
Procentuele afwijking (geel) en elektronisch gecorrigeerde waarden (groen) van een Pt100

- De afkorting Pt verwijst naar het metaal platina, het materiaal waar de zeer fijne weerstandsdraad in een Pt100 van is gemaakt.
- Het getal 100 verwijst naar de elektrische weerstand van 100 ohm (0,1 kohm), die de sensor bij 0 °C heeft.

Er zijn ook andere, nauwkeurigere uitvoeringen zoals
- Pt500 : 500 ohm bij 0 °C
- Pt1000 : 1000 ohm bij 0 °C
- Pt2000 : 2000 ohm bij 0 °C, deze worden toegepast voor zeer precieze metingen en zijn minder courant.

Weerstandsdraad voor temperatuursensoren is ook uit andere materialen verkrijgbaar zoals:
- - Ni100: Nikkel, met een temperatuurbereik van −60 °C tot 180 °C, het is goedkoper en gevoeliger dan platina.
  - Koper (Cu) voor temperaturen tussen −200 en 150 °C, het heeft een lage ohmse weerstand.

Platina heeft het grootste meetbereik, van −200 °C tot 850 °C.

## Bouwvormen

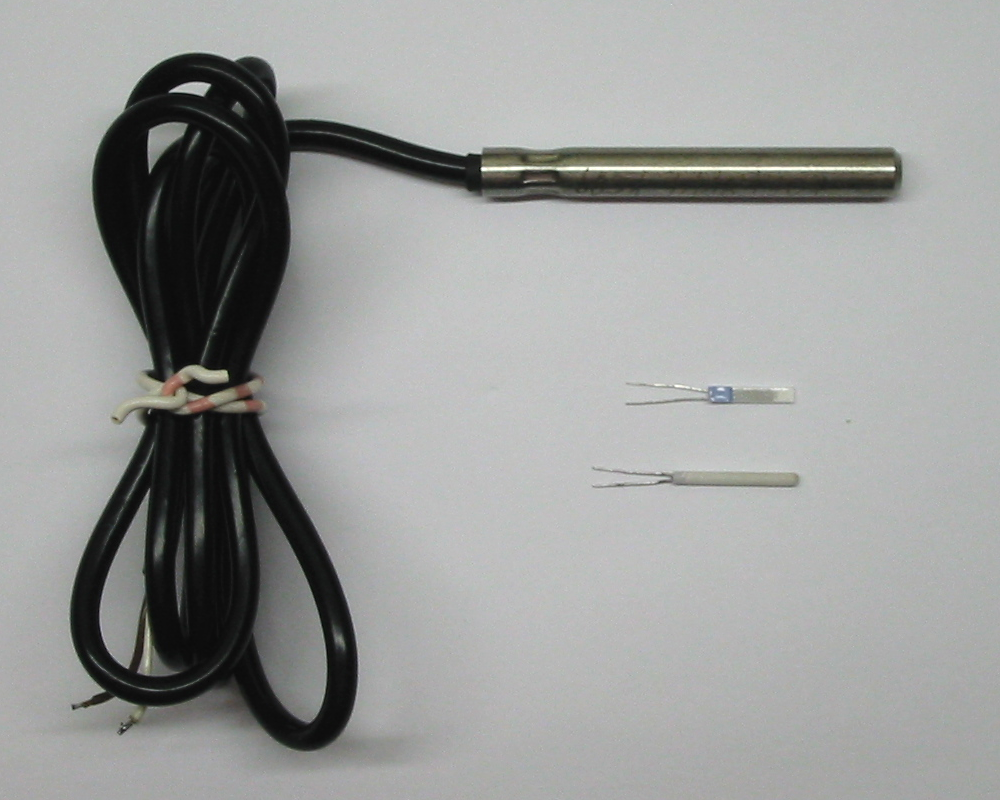
Enkele Pt100-sensoren

Vanouds wordt de platinadraad gewikkeld op een isolerende kern van keramiek. Dit geheel wordt in een kokertje van hetzelfde materiaal geschoven. Een andere vorm kent een glazen staafje waarop de draad wordt gewikkeld en dat daarna wordt verhit, zodat de draad in het glas smelt. Afhankelijk van de toepassing wordt dit geheel (het sensorelement) in een metalen (soms glazen) omhulling aangebracht. Deze omhulling moet de mechanische belasting, waaraan de veelal industriële toepassing de sensor blootstelt, kunnen weerstaan. Er bestaan inmiddels ook andere bouwvormen, zoals opgedampt platina op een plaatje van keramiek of glas en SMD-uitvoeringen. De laatste zijn beschikbaar in de volgende omhullingen: SOT223 (6,5 × 3,5 mm), 1206, 0805 en 0603.

## Toleranties
Er worden doorgaans twee soorten toleranties gespecificeerd:
- de fout bij 0 °C, bijvoorbeeld ±0,15 °C voor Klasse A,
- de fout bij een andere temperatuur dan 0 °C, bijvoorbeeld ±0,002 × T °C voor Klasse A.

T staat hier voor de temperatuur in °C. De onnauwkeurigheid bij een bepaalde temperatuur is in eerste orde de som "+/−" van deze twee fouten.
Klasse C		0,60°C + 0,010 × T	Max inzetbare temperatuur	−200°C ...+850°C
Klasse B		0,30°C + 0,005 × T	Max inzetbare temperatuur	−200°C ...+600°C
Klasse A		0,15°C + 0,002 × T	Max inzetbare temperatuur	−090°C ...+300°C
Klasse 1/3DIN		0,10°C + 0,0017 × T	Max inzetbare temperatuur	−050°C ...+150°C
Klasse 1/5DIN		0,06°C + 0,0010 × T	Max inzetbare temperatuur	−050°C ...+150°C*
Klasse 1/10DIN		0,03°C + 0,0005 × T	Max inzetbare temperatuur	−050°C ...+150°C*
- Op aanvraag mogelijk

## Aansluiting

Aansluitingen

Omdat het een weerstandsmeting betreft in de ordegrootte van 100 ohm is er invloed van de veranderlijke temperatuur op de aansluitdraden. Om de temperatuurinvloed op de bedrading te elimineren worden er drie systemen gehanteerd (zie ook de afbeelding):
1. De tweedraadsaansluiting, een verouderd systeem. De draden worden bij het inregelen aan het uiteinde kortgesloten. Door middel van een potentiometer wordt de weerstand van de leidingen weggeregeld. Daarna wordt de Pt100 terug in de leiding geplaatst. Er is dus geen compensatie voor temperatuurinvloed op de leiding.
2. De driedraadsaansluiting, de meest gebruikte variant. Tussen de eerste en de derde aansluitdraad van de Pt100 meet men de weerstand van de Pt100 en de leidingweerstand. Tussen de eerste en de tweede aansluitdraad meet men alleen de leidingweerstand. De leidingweerstand tussen de eerste en derde draad van de Pt100 zal ongeveer dezelfde waarde hebben als die tussen de eerste en de tweede aansluitdraad. Deze tweede meting trekt men af van de eerste meting. Het resultaat is de weerstand van de naakte Pt100, gecompenseerd voor temperatuurinvloeden op de leiding.
3. De vierdraadsaansluiting voor zeer precieze metingen. Twee leidingen voeren naar de ene zijde van de Pt100 en twee leidingen naar de andere zijde. De meting geschiedt volgens de weerstandmeetmethode van Kelvin. Twee leidingen voeren een stroom door de sensor – in ordegrootte van minder dan 1 mA om opwarming te voorkomen – via de twee andere leidingen voert men de meetspanning van de Pt100 naar het meetinstrument. Vanwege de hoge impedantie van meetapparatuur kunnen hierdoor leidingverliezen buiten beschouwing worden gelaten. Deze methode compenseert ook de overgangsweerstand aan de aansluitklemmen.